# La Chapèla jos Vescamps
Lacapelle-Viescamp és un municipi francès situat al departament de Cantal i a la regió d'Alvèrnia-Roine-Alps. L'any 2007 tenia 448 habitants.

## Demografia

### Població
El 2007 la població de fet de Lacapelle-Viescamp era de 448 persones. Hi havia 192 famílies de les quals 40 eren unipersonals (16 homes vivint sols i 24 dones vivint soles), 80 parelles sense fills, 64 parelles amb fills i 8 famílies monoparentals amb fills.
La població ha evolucionat segons el següent gràfic:
Habitants censats

### Habitatges
El 2007 hi havia 327 habitatges, 192 eren l'habitatge principal de la família, 120 eren segones residències i 15 estaven desocupats. 320 eren cases i 5 eren apartaments. Dels 192 habitatges principals, 162 estaven ocupats pels seus propietaris, 28 estaven llogats i ocupats pels llogaters i 2 estaven cedits a títol gratuït; 4 tenien dues cambres, 22 en tenien tres, 62 en tenien quatre i 104 en tenien cinc o més. 167 habitatges disposaven pel capbaix d'una plaça de pàrquing. A 98 habitatges hi havia un automòbil i a 80 n'hi havia dos o més.

### Piràmide de població
La piràmide de població per edats i sexe el 2009 era:
| Homes | Edats   | Dones |
| ----- | ------- | ----- |
| 0     | 95 o +  | 0     |
| 0     | 90 a 94 | 0     |
| 4     | 85 a 89 | 4     |
| 8     | 80 a 84 | 8     |
| 8     | 75 a 79 | 16    |
| 8     | 70 a 74 | 16    |
| 20    | 65 a 69 | 16    |
| 4     | 60 a 64 | 16    |
| 8     | 55 a 59 | 4     |
| 8     | 50 a 54 | 8     |
| 20    | 45 a 49 | 12    |
| 28    | 40 a 44 | 20    |
| 12    | 35 a 39 | 12    |
| 20    | 30 a 34 | 8     |
| 20    | 25 a 29 | 12    |
| 0     | 20 a 24 | 8     |
| 8     | 15 a 19 | 12    |
| 12    | 10 a 14 | 0     |
| 16    | 5 a 9   | 8     |
| 12    | 0 a 4   | 16    |

## Economia
El 2007 la població en edat de treballar era de 289 persones, 213 eren actives i 76 eren inactives. De les 213 persones actives 200 estaven ocupades (111 homes i 89 dones) i 13 estaven aturades (5 homes i 8 dones). De les 76 persones inactives 36 estaven jubilades, 17 estaven estudiant i 23 estaven classificades com a «altres inactius».

### Ingressos
El 2009 a Lacapelle-Viescamp hi havia 200 unitats fiscals que integraven 488,5 persones, la mediana anual d'ingressos fiscals per persona era de 16.719 €.

### Activitats econòmiques
Dels 18 establiments que hi havia el 2007, 6 eren d'empreses de construcció, 2 d'empreses de comerç i reparació d'automòbils, 3 d'empreses de transport, 3 d'empreses d'hostatgeria i restauració, 1 d'una empresa immobiliària, 2 d'empreses de serveis i 1 d'una entitat de l'administració pública.
Dels 8 establiments de servei als particulars que hi havia el 2009, 3 eren paletes, 1 guixaire pintor, 1 lampisteria, 1 empresa de construcció, 1 restaurant i 1 agència immobiliària.
Els 2 establiments comercials que hi havia el 2009 eren botiges de menys de 120 m².
L'any 2000 a Lacapelle-Viescamp hi havia 20 explotacions agrícoles que ocupaven un total de 1.035 hectàrees.

## Equipaments sanitaris i escolars
El 2009 hi havia una escola elemental.

## Poblacions més properes
El següent diagrama mostra les poblacions més properes.